# Магда (фільм)
«Магда» — український ігровий історичний фільм 2021 року, знятий режисером Денисом Соболєвим за мотивами документальної повісті «Любов і муки Магди Хомман».

## Сюжет
Стрічка розповідає історію життя Магди Хомман — німкені, яка в 1920-х роках після Першої світової війни переїхала в Україну разом із українським солдатом, в якого закохалася. За сюжетом, старший брат Магди Густав пише листа своєму племіннику Петеру, в якому просить його дослідити історію Магди та знайти її нащадків.

## У головних ролях
- Дар'я Творонович — Магда
- Роман Покровський — Олексій
- Юрій Висоцький
- Олег Москаленко

## Виробництво
Над стрічкою працювали кінокомпанії Master Production та Ganza Film. В її основу лягла повість українця Сергія Сай-Боднара та німця Петера Хоманна «Любов і муки Магди Хоманн» 2014 року, сюжетна лінія якої розгортається паралельно в різних періодах і охоплює століття історії Європи.
Кінопроєкт мав робочу назву «У пошуках Магди» і став одним із переможців 12-го конкурсного відбору Державного агентства України з питань кіно — отримав 2,7 млн грн.

## Творча команда
- Режисер-постановник: Денис Соболєв
- Сценаристи: Денис Соболєв, Олександра Вітязєва, Олена Моренцова-Шулик
- Оператор-постановник: Сергій Крутько
- Художник-постановник: Дмитро Баран
- Композитор: Олександр Сошальський
- Звукорежисери: Антон Коцюба, Альона Смикова, Володимир Третяков
- Художниця з костюмів: Марія Керо
- Художниця із гриму: Ліліана Хома
- Режисери: Олександр Кобзаренко, Вікторія Ільницька
- Кастинг-директорка: Олена Артемова
- Продюсер: Дмитро Кравченко

## Оцінка
2021 року стрічка здобула премії за найкращу режисерську та операторську роботу на Київському міжнародному фестивалі «Кінолетопис». Пізніше отримала головний приз індійського кінофестивалю Golden Eagle Film Festival. У січні 2022 року стрічку визнали найкращою драмою Будапештського кінофестивалю.

## Нагороди
- 2021 — Кришталева Київська кінопремія за найкращу режисерську роботу у художньому фільмі – «Кінолітопис», Україна (Денис Соболєв)
- 2021 — Кришталева Київська кінопремія за найкращу операторську роботу у художньому фільмі – «Кінолітопис», Україна (Сергій Крутько)
- 2021 — Найкращий міжнародний художній фільм – Golden Eagle Film Festival, Індія[1]
- 2022 — Найкраща драма – Будапештський кінофестиваль, Угорщина[7]